# Wilhelm Abicht
Wilhelm Abicht (* 1870 in Pforta; † nach 1928) war ein deutscher Beamter, der zuletzt von 1918 bis 1928 Ministerialdirektor im Preußischen Ministerium für Landwirtschaft, Domänen und Forsten war.

## Leben
Abicht, zweiter Sohn von Karl Ernst Abicht, absolvierte nach dem Schulbesuch ein Studium der Rechtswissenschaften und legte 1891 seine Promotion zum Dr. jur. ab. 1900 wurde er Regierungsrat in Danzig und 1905 Nachfolger von Johann von Eisenhart-Rothe als Landrates des Landkreises Bromberg. Auf diesem Posten verblieb er bis zu seiner Ablösung durch Max Hausleutner 1912 und wechselte dann selbst als Geheimer Regierungsrat in das Preußische Ministerium für Landwirtschaft, Domänen und Forsten, wo 1917 seine Beförderung zum Geheimen Oberregierungsrat erfolgte. 1918 wurde er Ministerialdirektor im Preußischen Ministerium für Landwirtschaft, Domänen und Forsten und verblieb in dieser Funktion bis zu seinem Eintritt in den Ruhestand 1928. Daneben wurde er 1918 Vorsitzender des Kuratoriums des Instituts für Binnenfischerei in Berlin-Friedrichshagen, Mitglied der Prüfungskommission für höhere Verwaltungsbeamte und der Zentralmoorkommission. 1920 wurde er ferner Vorsitzender des Kuratoriums der Höheren Gärtnerlehranstalt in Berlin-Dahlem.

## Weblink
- Eintrag in „Akten der Reichskanzlei. Weimarer Republik“ online (Bundesarchiv)

| Personendaten    | Personendaten                             |
| ---------------- | ----------------------------------------- |
| NAME             | Abicht, Wilhelm                           |
| KURZBESCHREIBUNG | preußischer Verwaltungsjurist und Landrat |
| GEBURTSDATUM     | 1870                                      |
| GEBURTSORT       | Pforta                                    |
| STERBEDATUM      | nach 1928                                 |